# Passiflora muelleriana
Passiflora muelleriana là một loài thực vật có hoa trong họ Lạc tiên. Loài này được (Regel) Mast. mô tả khoa học đầu tiên năm 1877.